# Окс Оса
Окс Оса (фр. Aux-Aussat) насеље је и општина у јужној Француској у региону Миди Пирене, у департману Жерс која припада префектури Миранд.
По подацима из 2011. године у општини је живело 259 становника, а густина насељености је износила 20,54 становника/km². Општина се простире на површини од 12,61 km². Налази се на средњој надморској висини од 216 метара (максималној 342 m, а минималној 189 m).

## Демографија
| 1962. | 1968. | 1975. | 1982. | 1990. | 1999. | 2011. |
| ----- | ----- | ----- | ----- | ----- | ----- | ----- |
| 277   | 297   | 245   | 228   | 201   | 201   | 259   |

График промене броја становника у току последњих година